# Fosfoenolpyruvat

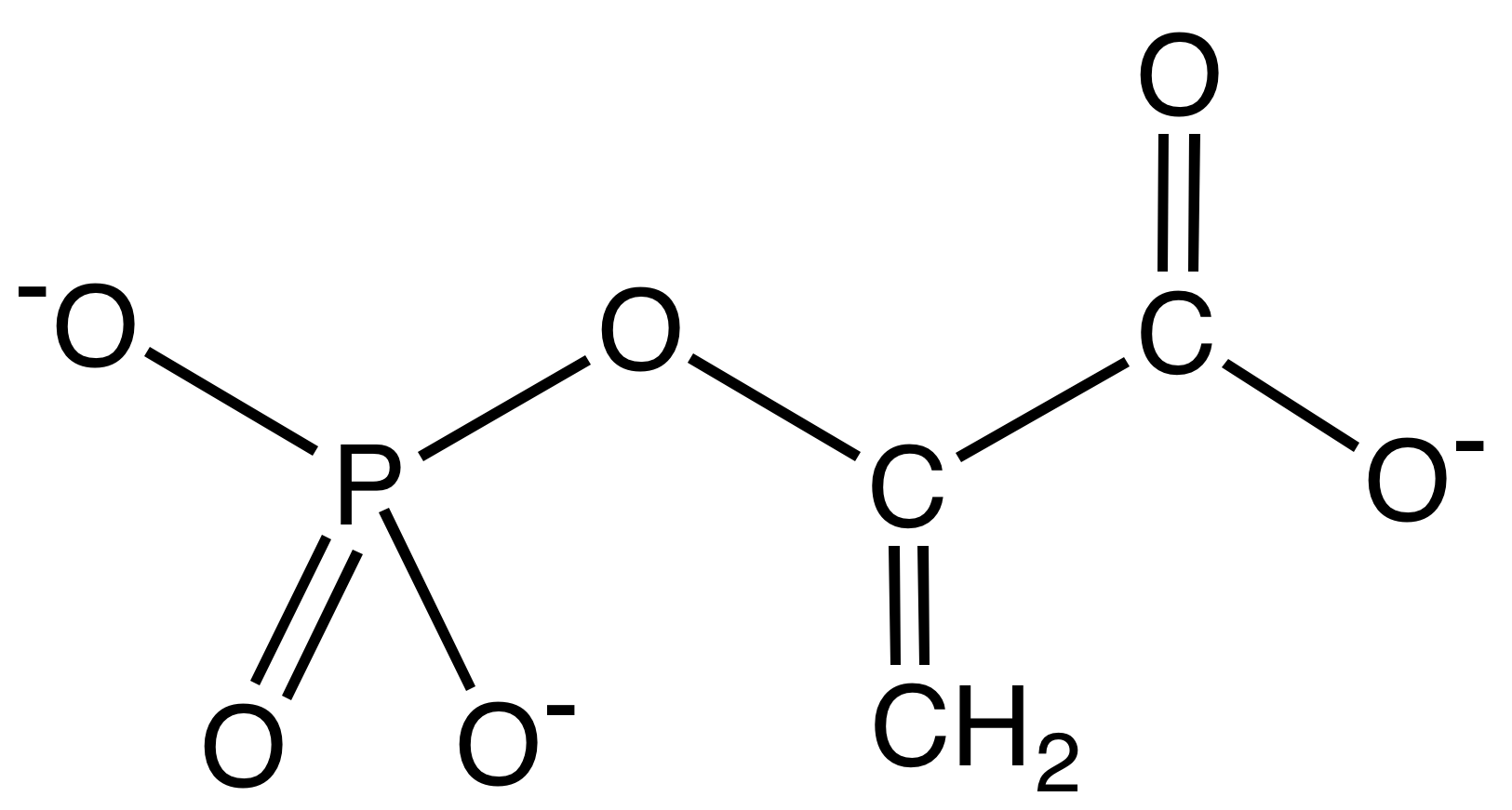
Strukturformel för fosfoenolpyrodruvsyra.

Fosfoenylpyrodruvsyra, eller som anjon Fosfoenolpyruvat, (PEP) är en intermediär i glykolysen och bildas när enolas katalyserar 2-fosfoglycerat. PEP i sin tur katalyseras på två olika sätt, till pyruvat med hjälp av pyruvatkinas och därigenom ge upphov till en ATP-molekyl, detta när det är hög sockerkoncentration i cellen. Vid låg sockerkoncentration(PTS-systemet) omvandlas PEP, även denna gången, till pyruvat, dock är det ett enzym I som plockar bort en fosfo-grupp